# Okie
Okie je třetí studiové album amerického hudebníka JJ Calea. Vydáno bylo v dubnu roku 1974 společnostmi A&M Records (Spojené království) a Shelter Records (Spojené státy americké). Jeho producentem byl Caleův dlouholetý spolupracovník Audie Ashworth a dále se na albu podíleli například Tim Drummond a Reggie Young. V hitparádě Billboard 200 se album umístilo na 128. příčce.

## Seznam skladeb
Autorem všech skladeb je JJ Cale, pokud není uvedeno jinak.
1. „Crying“ – 2:35
2. „I'll Be There (If You Ever Want Me)“ (Rusty Gabbard, Ray Price) – 2:24
3. „Starbound“ – 1:58
4. „Rock and Roll Records“ – 2:10
5. „The Old Man and Me“ – 2:06
6. „Everlovin' Woman“ – 2:12
7. „Cajun Moon“ – 2:14
8. „I'd Like to Love You Baby“ – 2:52
9. „Anyway the Wind Blows“ – 3:24
10. „Precious Memories“ – 2:11
11. „Okie“ – 1:57
12. „I Got the Same Old Blues“ – 2:59

## Obsazení
- JJ Cale – zpěv, kytara
- Harold Bradley – kytara
- Mac Gayden – kytara
- Grady Martin – kytara
- Paul Davis – kytara
- Reggie Young – kytara
- Joel Green – baskytara
- Mike Leech – baskytara
- Tim Drummond – baskytara
- Tommy Cogbill – baskytara
- Karl Himmel – bicí
- Kenny Malone – bicí
- Terry Perkins – bicí
- Billy Puett – saxofon
- Weldon Myrick – steel kytara
- George Tidwell – trubka
- Dennis Good – pozoun
- Beegie Cruzer – klávesy
- Red Spivey – klavír
- Farrel Morris – perkuse
- Jerry Smith – klavír
- Jerry Whitehurst – klávesy
- Pig Robbins – klavír, kytara